# Pakornkiat Kaena
Pakornkiat Kaena (thailändisch ปกรณ์เกียรติ แข้นา; * 13. Januar 2000) ist ein thailändischer Fußballspieler.

## Karriere
Pakornkiat Kaena stand von mindestens 2019 bis Ende August 2022 beim Assumption United FC unter Vertrag. 2019 spielte er mit dem Verein aus der Hauptstadt Bangkok in der vierten Liga. Hier trat man in der Western Region an. Nach der Umstrukturierung 2020 spielte er mit Assumption in der dritten Liga. Hier spielte man ebenfalls in der Western Region. Ende August 2022 wechselte er zum Drittligisten Sisaket United FC. Mit dem Verein aus Sisaket trat er in der North/Eastern Region an. Am Ende der Saison wurde er mit dem Verein Meister der Region und stieg anschließend in die zweite Liga auf. Sein Zweitligadebüt gab Saenruecha am 10. August 2024 (1. Spieltag) im Heimspiel gegen den Pattaya United FC. Bei dem 1:1-Unentschieden stand er in der Startelf und spielte die kompletten 90 Minuten.

## Erfolge
Sisaket United FC
- Thai League 3 – North/East: 2023/24  ▲